# Festival Nacional de Folklore de Cosquín
El Festival Nacional de Folklore de Cosquín es el festival más importante de música folclórica de Argentina.
Debido a su origen, la Novena por la Virgen del Rosario (patrona de la ciudad), el Festival dura nueve noches y se realiza en la última semana de enero, en la ciudad de Cosquín, en el turístico Valle de Punilla de la provincia de Córdoba. La tradición acostumbra a hacer referencia a las Nueve Lunas de Cosquín (o Nueve Lunas Coscoínas).
El escenario de este festival, llamado Atahualpa Yupanqui, se halla situado en la gran plaza Próspero Molina (Plaza Nacional del Folklore).

## Historia

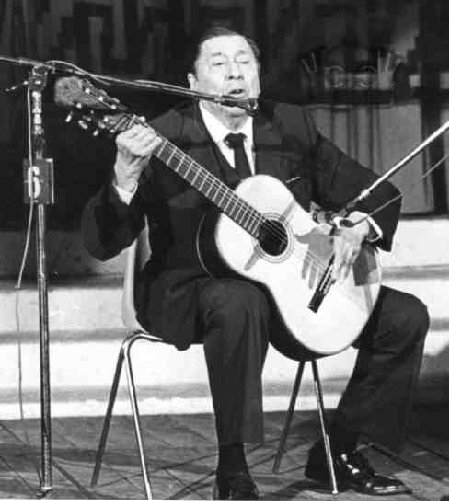
Atahualpa Yupanqui, símbolo de Cosquín. En 1967 obtuvo el primer premio del festival y en 1972 se le puso su nombre al escenario.

La primera edición del Festival de Cosquín se realizó entre el 21 y el 29 de enero de 1961 sobre la ruta nacional 38 cortando la misma con un escenario de material. La iniciativa provino de un grupo de habitantes de la ciudad, que decidieron organizar un espectáculo folclórico durante las vacaciones de verano, con el fin de promover el turismo e incentivar la economía local.
En las primeras décadas del siglo XX, la tuberculosis azotó al país y muchos enfermos decidieron trasladarse al Valle de Punilla para sanar debido a las bondades del clima de la zona. Por este motivo, durante mucho tiempo permaneció el estigma, sobre todo en la ciudad de Cosquín: los turistas pasaban de largo por la localidad serrana. Por todo esto, nace la idea de crear un festival que rompiera con este prejuicio y el turista llegara a disfrutar y pernoctase en la zona.
La convocatoria dio resultado rápidamente, los creadores fueron vecinos con renombre en la ciudad como el Dr Santos Sarmiento, Reynaldo Wisner, Germán Cassenave y Gerardo Barrera, entre otros. Se convocó la presencia de artistas de renombre de todo el país –como Jaime Dávalos y el oriental Aníbal Sampayo y Alberto Lona– estos y otros superaron todas las expectativas y el festival se transformó en el acontecimiento folclórico anual más importante del país.
En los años 1960 y 1970, el Festival de Cosquín desencadenó un «boom del folclore», por referencia a la música característica del denominado «Interior» de la Argentina, es decir de todo el país con excepción de la Ciudad de Buenos Aires (cuya música típica característica ha sido tradicionalmente el tango). Cosquín impulsó una renovación de la música folclórica de gran alcance popular, especialmente entre los jóvenes, que tuvo su correlato en toda Argentina, y que ha persistido en el gusto musical argentino desde entonces. En esa época inicial se destacaron Atahualpa Yupanqui, Ariel Ramírez, Los Chalchaleros, Los Fronterizos, Jorge Cafrune, Alfredo Zitarrosa, Hernán Figueroa Reyes y se dieron a conocer Mercedes Sosa (presentada sin el aval de la organización del Festival, ya que pertenecía a una lista de artistas que eran censurados por el gobierno de la época)   y Horacio Guarany entre otros que también supieron constituir el Nuevo Cancionero de los 1960.

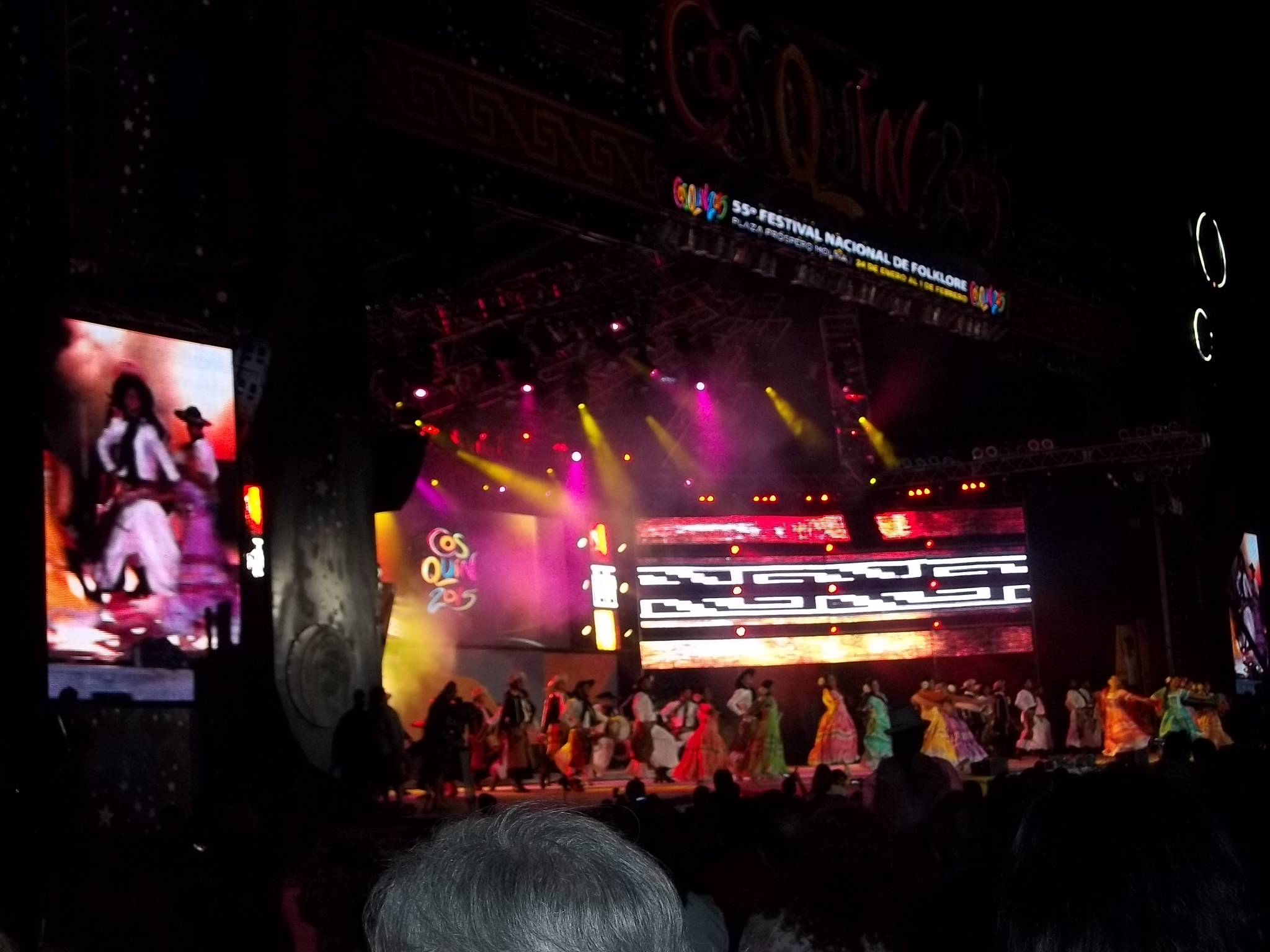
El gigantesco escenario se agranda realzado por grandes pantallas que amplifican la visión del espectáculo.

Sus organizadores tuvieron entonces el acierto de organizar el Festival de Cosquín, no solo como un encuentro nacional musical, sino como una vivencia folclórica integral, con centro en las famosas peñas folclóricas fuera del evento oficial, en las que músicos de todas las procedencias y libremente cantan toda la noche «hasta que las velas no ardan».
Desde la segunda edición del festival en 1962, la importante Radio Belgrano de Buenos Aires y una red de emisoras en todo el país, comenzaron a transmitir las Nueve Lunas de Cosquín en directo, haciendo que millones de personas oyeran a los artistas folclóricos y participaran de las incertidumbres de la competencia.
Luego del éxito de la tercera edición, el presidente José María Guido, por Decreto 1547/63 instituyó la última semana del mes de enero como Semana Nacional del Folclore, y estableció que la sede de su celebración anual sería la ciudad de Cosquín.
Desde entonces el Festival de Cosquín fue creciendo en repercusión nacional e internacional. La Organización de Estados Americanos (OEA) decidió patrocinanarlo por su importancia para la cultura de América. El Museo del Hombre de París ha filmado y grabado las expresiones populares multifacéticas del festival. En Alemania, la ciudad de Stuttgart le ha puesto el nombre de Cosquín a una de sus plazas. A partir de 1981 la ciudad japonesa de Kawamata comenzó a realizar anualmente en octubre un festival denominado «Cosquín en Japón».
En 1967 Atahualpa Yupanqui obtuvo el primer premio del festival y en 1972 se decidió ponerle su nombre al escenario de Cosquín.

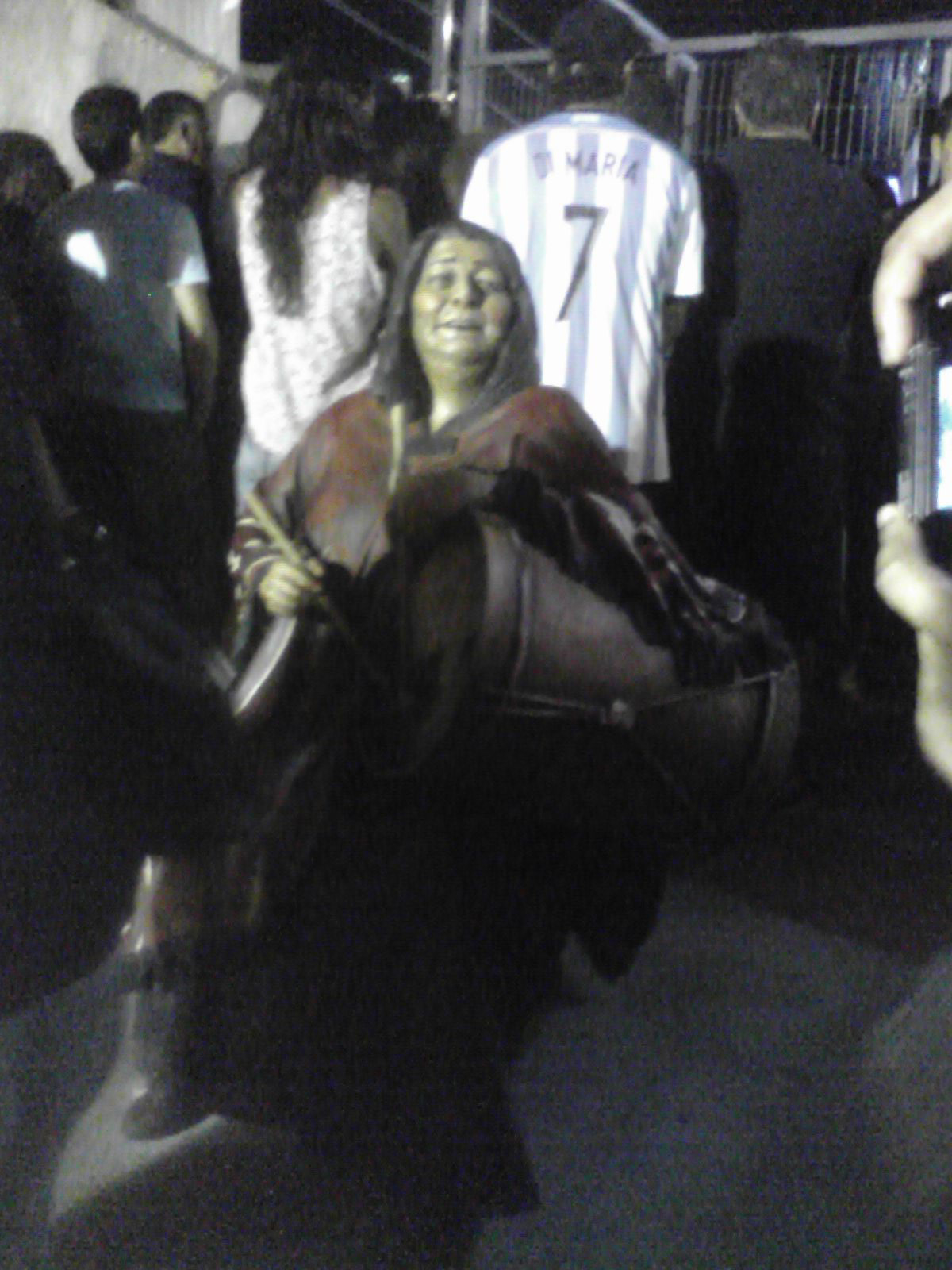
Estatua que rinde homenaje al recuerdo de la gran cantante folklórica Mercedes Sosa, ubicada en una de las puertas de ingreso al escenario.

 En la década de 1970, comenzó su trasmisión televisiva a todo el país, con la conducción de Julio Márbiz.
A partir de 1984, en ocasión del 24.º Festival de Cosquín, el canal de televisión estatal ATC (Argentina Televisora Color), actualmente Canal 7, comenzó a transmitir en directo a todo el país las dos primeras horas de cada Luna, aumentando así más aún su difusión.
A lo largo de su historia, Cosquín ha sido el lugar definitivo para catapultar al éxito a los más importantes artistas de la música folclórica argentina, como Los Cantores del Alba, Mercedes Sosa, Ramona Galarza, Coco Díaz, Los de Salta, Gustavo Cuchi Leguizamón, Víctor Heredia, Daniel Toro, Soledad Pastorutti, Abel Pintos, Los Nocheros, Los Tekis, Bruno Arias, Dúo Coplanacu quiénes tienen la Peña de mayor convocatoria en sus diferentes ediciones siendo conocida como "La Peña de Los Copla", realozadas en si principios en la Sociedad Española y en el Colegio Pío X. También han sido invitados artistas folclóricos de otras nacionalidades, como por ejemplo, Alfredo Zitarrosa, Los Kjarkas, Illapu, Inti Illimani entre otros.

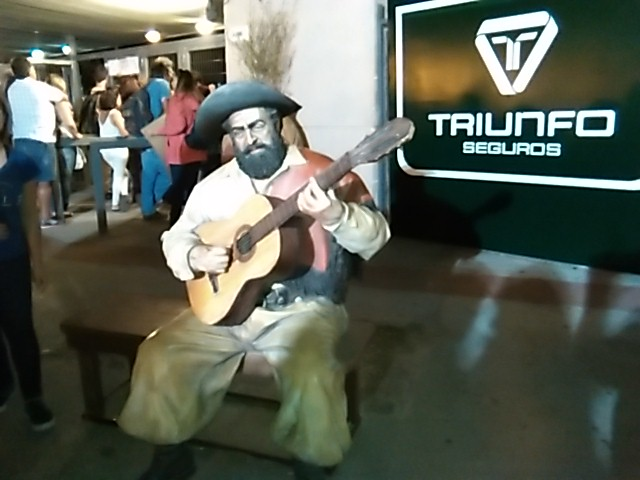
Homenaje al recordado cantante folklórico Jorge Cafrune, ubicado al lado de una de las entradas al anfiteatro.

En todo el país se ha hecho famoso el grito «¡Aquí Cosquín, capital nacional del folklore!», con que se inicia cada edición del festival. El creador del mismo fue Ricardo Shmider locutor cordobés, y luego Julio Márbiz, por años presentador del festival, le sumó su impronta y quedó grabado en los argentinos.
Los locutores con el paso de los años fueron Ricardo Shmider, Carlos Uro Gutiérrez, Clidis Suares, Miguel Ángel Gutiérrez, Mabel Lema , Liliana López Foresi, Carlos Franco, Esteban Gómez, Maia Sasosvsky, Marcelo Simón, Marcelo Iribarne, Fabián Palacios. Desde 2016 se ha apostado por voces locales, siendo el Maestro de Ceremonias Claudio Juárez y acompañando en la locución Pablo Bauoffer y Nathalie Allende.
En 2001 se construyó un nuevo escenario, con una boca de 50 metros de largo, 6 de alto y 830 m² de superficie. El escenario está dotado con un plató que puede girar 180° para hacer más rápido la sucesión de los artistas.

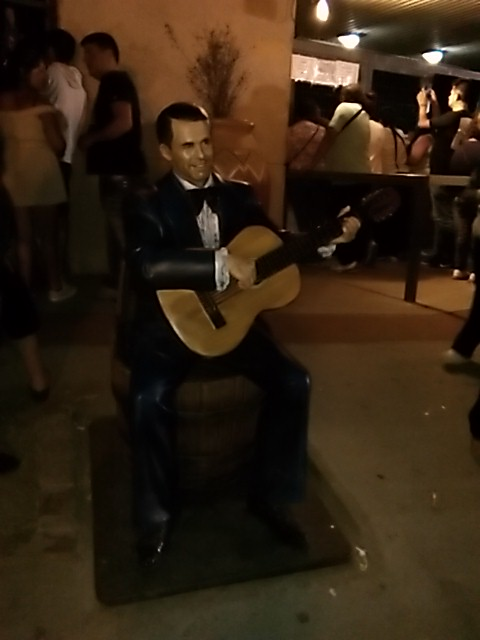
Homenaje al recordado cantante folklórico Hernán Figueroa Reyes, ubicado al lado de una de las entradas al anfiteatro.

Con esta infraestructura, Cosquín posee uno de los escenarios más grandes de América Latina. En total, el anfiteatro tiene una capacidad de casi 10 000 espectadores, de los cuales 7.800 permanecen sentados en las butacas del campo central y 2.000 personas se ubican en las dos tribunas laterales.
El escenario lleva el nombre de Atahualpa Yupanqui, máximo folclorista argentino y gran animador del festival desde sus inicios, y la plaza en que se realiza lleva el nombre de Próspero Molina (1827-1889), hombre perteneciente a una familia histórica de Cosquín quien donara el terreno a los coscoinos.

## Las nueve lunas de Cosquín

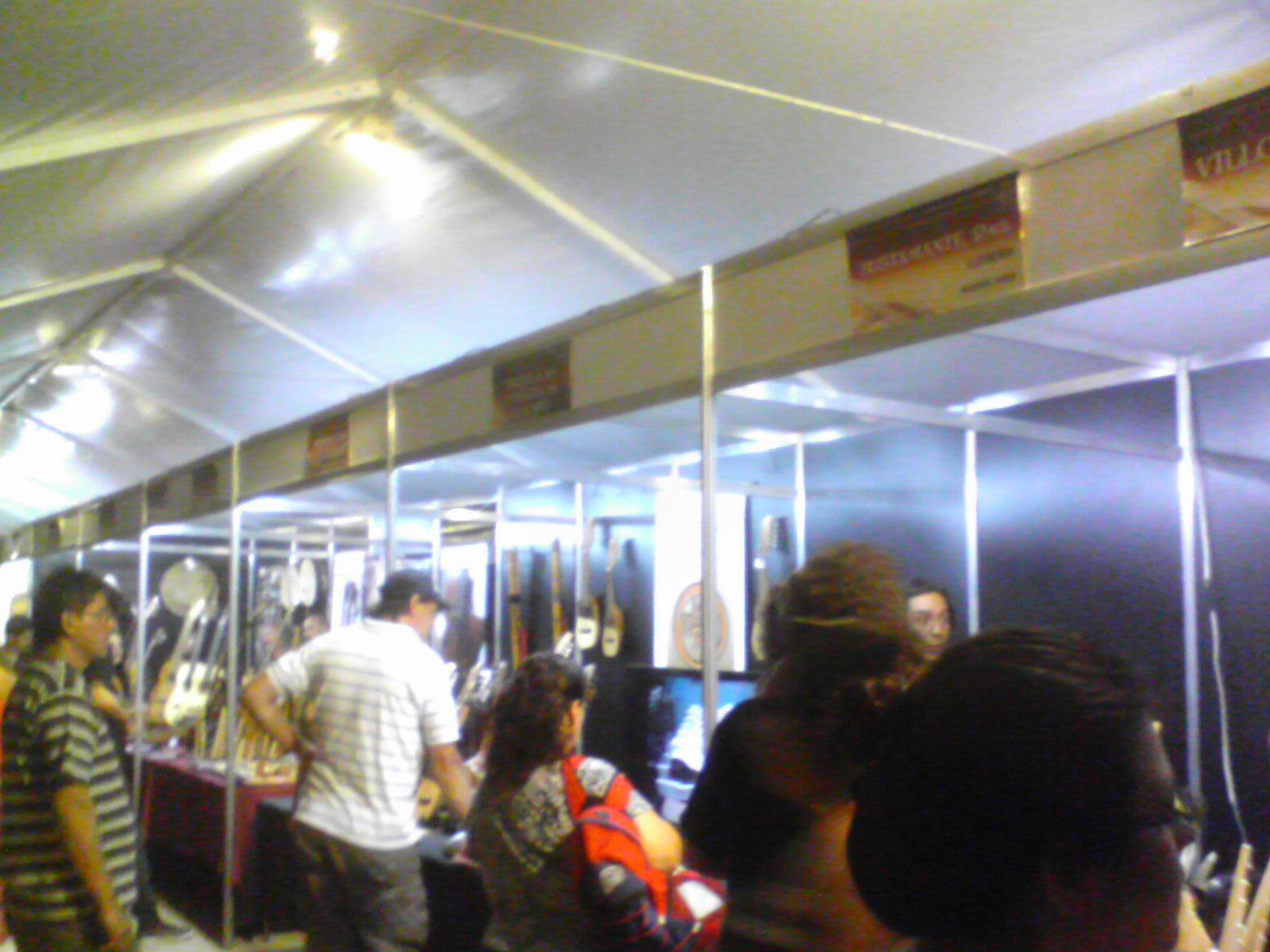
La feria de artesanías durante las noches del festival despierta gran interés, congregando multitudes que la visitan diariamente.

Previo a las nuevas lunas del Festival Mayor de América se realiza el Pre Cosquín Certamen de nuevos valores con sedes dispuestas en cada provincia que realizan un selectivo en las siete noches de certamen se elige a quienes actuaran en el festival en cada rubro como solista vocal femenino/femenino vocalista de tango pareja de danzas tradicional y estilizada y la canción inédita que será la que Cosquín aportara al nuevo cancionero popular.Las Nueve Lunas de Cosquín están organizadas como una experiencia que tiene su centro en el festival, pero que va más allá del mismo para convertirse en una auténtica experiencia folclórica integral.
Algunas de las actividades que se realizan durante los nueve días son:

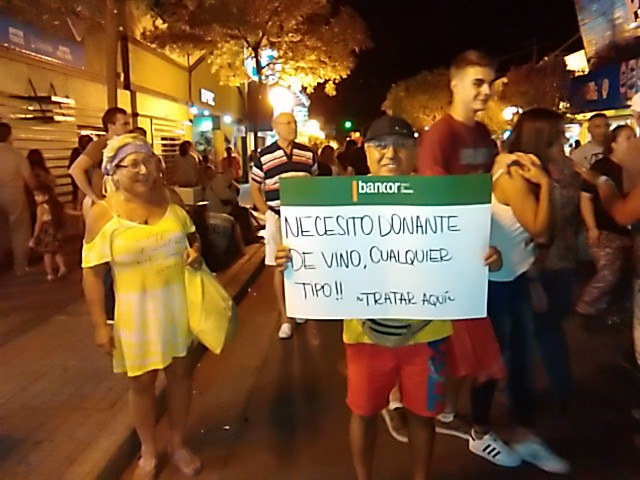
El verdadero festival se vive en las calles que rodean a las dos plazas, la del anfiteatro y la de artesanías, donde actúan grupos semiprofesionales de diversa calidad y se muestra toda la viveza popular.

- Los denominados desde 1996 ¨Espectáculos Callejeros¨ ubicados en sitios característicos de la localidad como balnearios y plazas, en donde cantan y bailan artistas de todo el territorio nacional y público en general.
- Las famosas peñas folclóricas en espacios cerrados donde los artistas interactúan con el público.
- Las carpas y fogones al lado del río, donde se canta y baila sin parar.
- La Feria Nacional de Artesanías y Arte Popular Augusto Raúl Cortázar, nombre de uno de los más importantes estudiosos del folclore argentino.la que año tras año es ubicada en Plaza San Martín y donde más de trescientos expositores y nacionales y de países americanos, muestran y comercializan sus artesanías e instrumentos

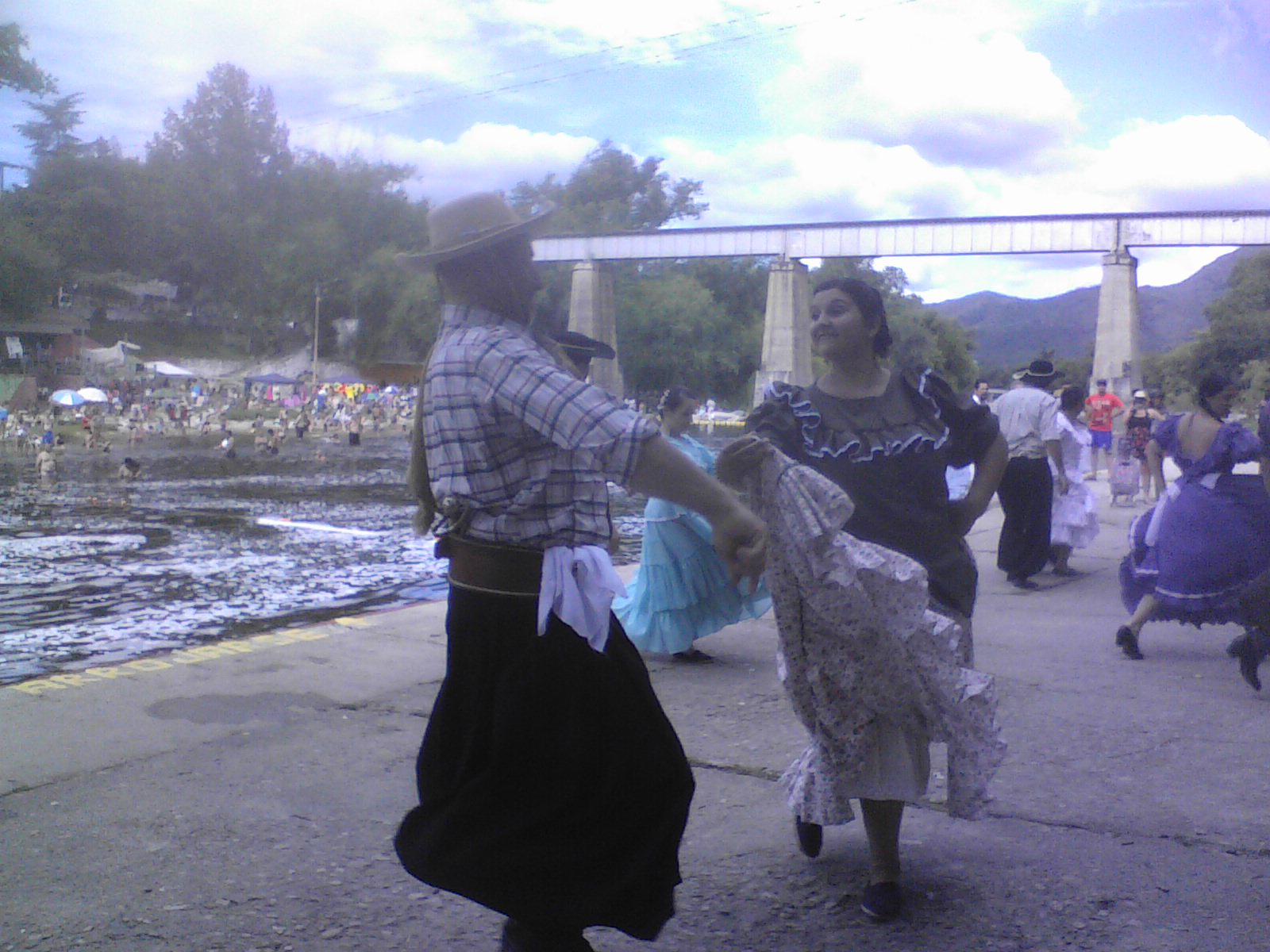
En el balneario La Toma de Cosquín se baila y canta todo el día, durante las nueve lunas del festival.

Ese espíritu folclórico que caracteriza a Cosquín en los nueve días y nueve noches que dura el festival ha sido denominado como el «Duende Coscoíno».
En la actualidad se rompió la estacionalidad del visitante con la propuesta "En Cosquín el folklore está de fiesta todo el año", teniendo como principales actividades durante las vacaciones de invierno el "Cosquín de Peñas", en el mes de octubre "La fiesta del Duende", "La Peña de Cosquín" un evento al mes donde confluyen artistas a presentarse ante el público en el formato de peña y "El Fogón", peña diurna los días viernes, sábado y domingo.
César Perdiguero alguna vez definió a Cosquín como "el lugar de la Gran Coincidencia Nacional".

## Himno a Cosquín

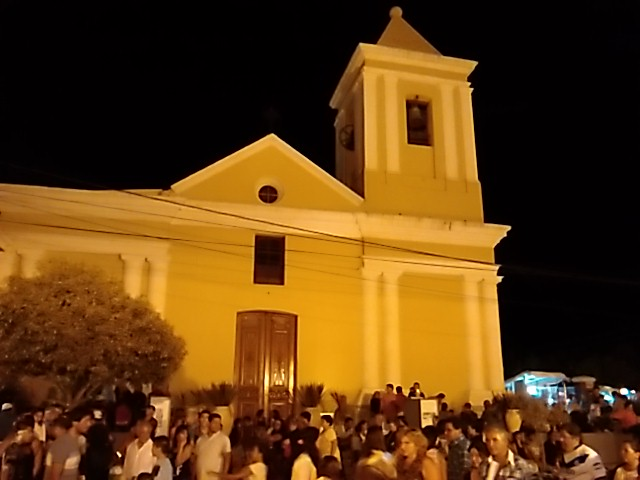
La parroquia frente al anfiteatro Próspero Molina, con la calle siempre atestada de gente que deambula las nueve lunas festivaleras.

Cosquín cuenta con un himno llamado Cosquín empieza a cantar compuesto por Zulema Alcayaga y Waldo Belloso. La versión original y más conocida de esta canción fue interpretada por el grupo Los Cantores del Rosario.
La letra del himno fue:

"Cosquín empieza a cantar"
Himno a Cosquín
Hoy es el día del canto va a comenzar la cosecha.
Una cosecha de coplas que en nueve noches se siembra.
No apague el fuego río cantor, que es una hoguera mi corazón. Siega la copla río cantor, para que crezca nombrando al amor. Para que crezca nombrando al amor.
A la huella a la huella, Cosquín te llama, A la huella del canto que nos hermana. cuatro rumbos nos llevan por esta huella, cuatro rumbos la cruzan, cuatro la besan.
En la cruz del camino, nació una estrella, para alumbrar el canto de nuestra huella.
A la huella a la huella, Cosquín te llama, A la huella del canto que nos hermana.
Este es un triunfo de todos porque es un triunfo de paz, porque es un triunfo de paz.
Triunfo de todos porque es un triunfo de paz, porque es un triunfo de paz.
Enarbolemos el canto que maduró en libertad, que maduró en libertad.
Triunfo de todos porque es un triunfo de paz, porque es un triunfo de paz.
Vengan del sur y del norte de Cuyo y del Litoral, de Cuyo y del Litoral.
Triunfo de todos porque es un triunfo de paz, porque es un triunfo de paz.
Vengan a ver el milagro que en nueve noches se da, que en nueve noches se da.
Triunfo de todos porque es un triunfo de paz, porque es un triunfo de paz.
Escuche América toda, Cosquín empieza a cantar, Cosquín empieza a cantar.
Cosquín tiene en su nombre una campana, templada con el canto de las guitarras. Cosquín, Cosquín, Cosquín, Cosquín.
Cosquín tiene en su nombre una campana y un corazón que late cuando nos llama. Cosquín, Cosquín, Cosquín, Cosquín.
De pie que las campanas ya están tañendo y el canto de la tierra viene creciendo.
Ya vuelan las campanas buscando el cielo y el nombre que nos une van repitiendo: Cosquín, Cosquín, Cosquín, Cosquín, Cosquín, Cosquín.
Vengan a ver el milagro, Cosquín empieza a cantar.

También han realizado sus versiones:
- Hernán Figueroa Reyes junto a la Orquesta del Festival dirigida por Waldo Belloso;
- Los Huayna Runa;
- Grupo La Caja junto a Suna Rocha (1997);
- Néstor Garnica (2004);
- Toño Rearte;
- Mariana Cayón y Amalgama;
- Carlos Lallana y el Grupo Soberanía Nacional junto a Sandra Santos y Carlos Cabral
- Jorge, Lucio y Alfredo Rojas, junto a Facundo Toro, Daniel Campos e Ignacio "Nacho" Prado.
- Guitarreros
- La Callejera

## Lista de Consagrados
1961: No hubo 
1962: Jorge Cafrune y Los Huanca-Hua
1963: Los Nombradores y Los Trovadores del Norte
1964: Luis Landriscina y Jovita Díaz (posiblemente también ganara el premio Ramona Galarza)
1965: Mercedes Sosa (El Chango Nieto fue revelación) (Los Cantores del Alba fueron consagrados con el Premio Mástil de Oro)
1966: Hernán Figueroa Reyes y Rubén Durán
1967: Daniel Toro y Las Voces Blancas
1968: Los Chalchaleros (Revelación: Los Carabajal) (Los Fronterizos fueron consagrados con el premio Camín Cosquín)
1969: Victor Heredia
1970: Zamba Quipildor
1971: María Ofelia
1972: Las Voces de Orán y Los Hermanos Cuestas
1973: Los 4 de Córdoba
1974: Jovita Díaz
1975: Orlando Vera Cruz y Los Tucu-Tucu
1976: Miguel Ángel Morelli
1977: Ángela Irene
1978: No hubo
1979: No hubo
1980: Enrique Espinosa
1981: Los de Imaguaré
1982: Los Reyes del Chamamé y Hugo Giménez Agüero
1983: Suna Rocha y Raúl Carnota (fueron elegidos Revelación)
1984: Teresa Parodi
1985: Andrea Torres
1986: La Chacarerata Santiagueña y Trío Vitale-Baraj-González
1987: Grupo Vocal Norte
1988: Suna Rocha
1989: Zitto Segovia y Chango Spasiuk
1990: Peteco Carabajal (con Jacinto Piedra y Coqui Saavedra)
1991: Ariel Acuña y José Luis Serrano (Doña Jovita)
1992: Ica Novo y Los Alonsitos
1993: Horacio Banegas
1994: Los Nocheros
1995: Los Tekis
1996: Mario Álvarez Quiroga
1997: Soledad Pastorutti
1998: El Chaqueño Palavecino y Amboé 
1999: Roxana Carabajal y Facundo Toro
2000: Dúo Coplanacu y Luciano Pereyra
2001: Mariano Fretes
2002: Los Amigos y Raly Barrionuevo
2003: Los Guaraníes
2004: Mariana Carrizo y Néstor Garnica
2005: Claudia Pirán
2006: Jorge Rojas
2007: Leandro Lovato
2008: Abel Pintos
2009: Los Huayra y Mariana Cayón
2010: Franco Luciani, Canto 4 y Guitarreros
2011: Arbolito y Ceibo
2012: Alma de Luna
2013: Bruno Arias
2014: Lázaro Caballero
2015: Sergio Galleguillo, La Callejera y Quorum
2016: Dúo Orellana Lucca
2017: La Bruja Salguero
2018: Emiliano Zerbini
2019: El Indio Lucio Rojas
2020: Adrian Maggi
2021: No hubo (por el coronavirus)
2022: Nahuel Pennisi
2023: Juan Fuentes y Destino San Javier
2024: José Luis Aguirre y Ahyre
2025: Christian Herrera

## Reconocimientos
En 1995 la Fundación Konex le otorgó una Mención Especial por su invaluable aporte a la Música Popular Argentina.